# 299792 Celeritas
299792 Celeritas è un asteroide della fascia principale. Scoperto nel 2006, presenta un'orbita caratterizzata da un semiasse maggiore pari a 2,957025 UA e da un'eccentricità di 0,009943, inclinata di 1,832897° rispetto all'eclittica.
Celeritas in latino significa velocità e proprio da questa parola è derivato il simbolo c che denota la velocità della luce.